# Celestus microblepharis
Celestus microblepharis là một loài thằn lằn trong họ Anguidae. Loài này được Underwood mô tả khoa học đầu tiên năm 1959.